# 佐吉沃桑托
佐吉沃桑托，是匈牙利赫维什州所辖的一个村。总面积9.52平方公里，总人口1968，人口密度206.7人/平方公里（2011年1月1日）。